# Consuelo Madrigal
Consuelo Madrigal Martínez-Pereda (Segovia, 2 de noviembre de 1956) es una jurista española. Desde enero de 2015 hasta noviembre de 2016 ejerció el cargo de fiscal general del Estado de España, siendo la primera mujer en ocupar el cargo en la institución.

## Trayectoria
Licenciada en Derecho por la Universidad Complutense en 1978, Madrigal ingresó en la carrera fiscal en 1980. Ha estado destinada en las Fiscalías de Santa Cruz de Tenerife, Palencia y Madrid, así como en la del Tribunal de Cuentas. 
En la Fiscalía General del Estado fue fiscal de la Secretaría General Técnica durante el mandato de Carlos Granados. Hasta 2008 fue fiscal de la Sala de lo Penal del Tribunal Supremo y en febrero de 2008 nombrada fiscal de Sala Coordinadora de Menores por el fiscal general Cándido Conde-Pumpido y renovada en su cargo en 2013 por Eduardo Torres Dulce. 
En el año 2011 figuró en el número 24 en el escalafón de la carrera fiscal.
Tras la dimisión de Eduardo Torres-Dulce como fiscal general del Estado en diciembre de 2014, el Gobierno del Partido Popular propuso a Madrigal para ocupar su puesto. Su nombramiento fue realizado en el Real Decreto 2/2015, de 9 de enero de 2015. Tomó posesión el 13 de enero de 2015, convirtiéndose en la primera mujer fiscal general del Estado.
Desde abril de 2018, es académica de Número en la Real Academia de Jurisprudencia y Legislación, ocupando la vacante de la medalla número 41 de la corporación.

## Reconocimientos
- Gran Cruz de la Orden de San Raimundo de Peñafort (2016)[10]